# Ayşe Sultan (figlia di Abdul Hamid II)
Hamide Ayşe Sultan (turco ottomano: حمیدہ عائشه سلطان, lett. "colei che è lodata" e "vita"; anche Ayşe Osmanoğlu; Istanbul, 15 novembre 1887 – Istanbul, 10 agosto 1960) è stata una principessa ottomana, figlia del Sultano Abdülhamid II e della consorte Müşfika Kadın.

## Infanzia ed educazione

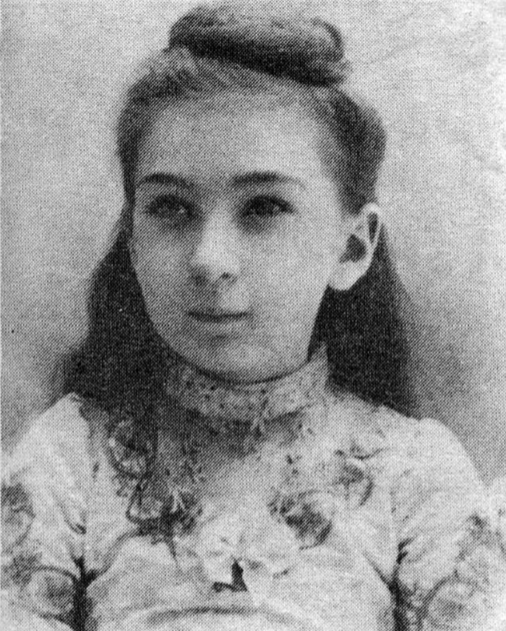
Ayşe Sultan nel 1899, all'età di 12 anni.

Ayşe Sultan nacque il 15 novembre 1887 al Palazzo di Yıldız. Suo padre era il sultano ottomano Abdülhamid II e sua madre la consorte Müşfika Kadın, figlia di Gazi Ağır Mahmud Bey e di Emine Hanım. Era l'unico figlio di sua madre. Ayşe, insieme alle sorellastre Zekiye Sultan e Naime Sultan, era fra le figlie favorite di Abdülhamid.
L'educazione di Ayşe ebbe luogo in uno studio riservato della Cancelleria Minore del Palazzo di Yıldız, insieme alla sorellastra maggiore Şadiye Sultan. I loro istruttori erano il segretario privato Hasib Efendi e il segretario privato scrivano Kamil Efendi. Hasib Efendi dava lezioni di Corano, arabo e persiano, mentre Kamil Efendi insegnava a leggere e scrivere in turco, la grammatica ottomana, l'aritmetica, la storia e la geografia.
Ayşe prese lezioni di musica dall'Hazinedar Dürrüyekta (che divenne in seguito consorte del suo fratellastro maggiore Şehzade Mehmed Selim). Fu inoltre studentessa di François Lombardi (1865-1904), che era diventato istruttore del Corpo Imperiale di Musica, e da cui Ayşe prese lezioni una volta a settimana. Era particolarmente brava nell'eseguire l'inno nazionale, chiamato "Marcia di Hamid", e nel comporre ninnananne.

## Primo matrimonio
Ayşe Sultan fu concessa in sposa a Ahmed Nami Bey, figlio d Fahri Bey, nel 1908 durante l'ultimo anno di regno di suo padre. Tuttavia, con la deposizione di suo padre nel 1909, la principessa seguì i suoi genitori a Salonicco. L'anno seguente, ritornò a Istanbul.
Il matrimonio ebbe luogo nel giugno del 1910 al Palazzo di Dolmabahçe, lo stesso giorno di quello della sua sorellastra Refia Sultan. La cerimonia matrimoniale fu eseguita da Şeyhülislam Musa Kazım Efendi. Il ricevimento ebbe luogo due mesi dopo, il 9 agosto 1910 al Palazzo di Bebek.
Il primo figlio della coppia, un maschio, Sultanzade Ömer Nami Bey nacque il 19 novembre 1911. Fu seguito da Aliye Namiye Hanımsultan nata il 7 febbraio 1913, che morì a soli due mesi il 9 aprile 1913. Prima della morte d suo padre nel 1918 Ayşe si trasferì in Svizzera, dove nacque il terzo figlio, un maschio, Sultanzade Osman Nami Bey, il 13 gennaio 1918 a Ginevra.

## Divorzio e secondo matrimonio

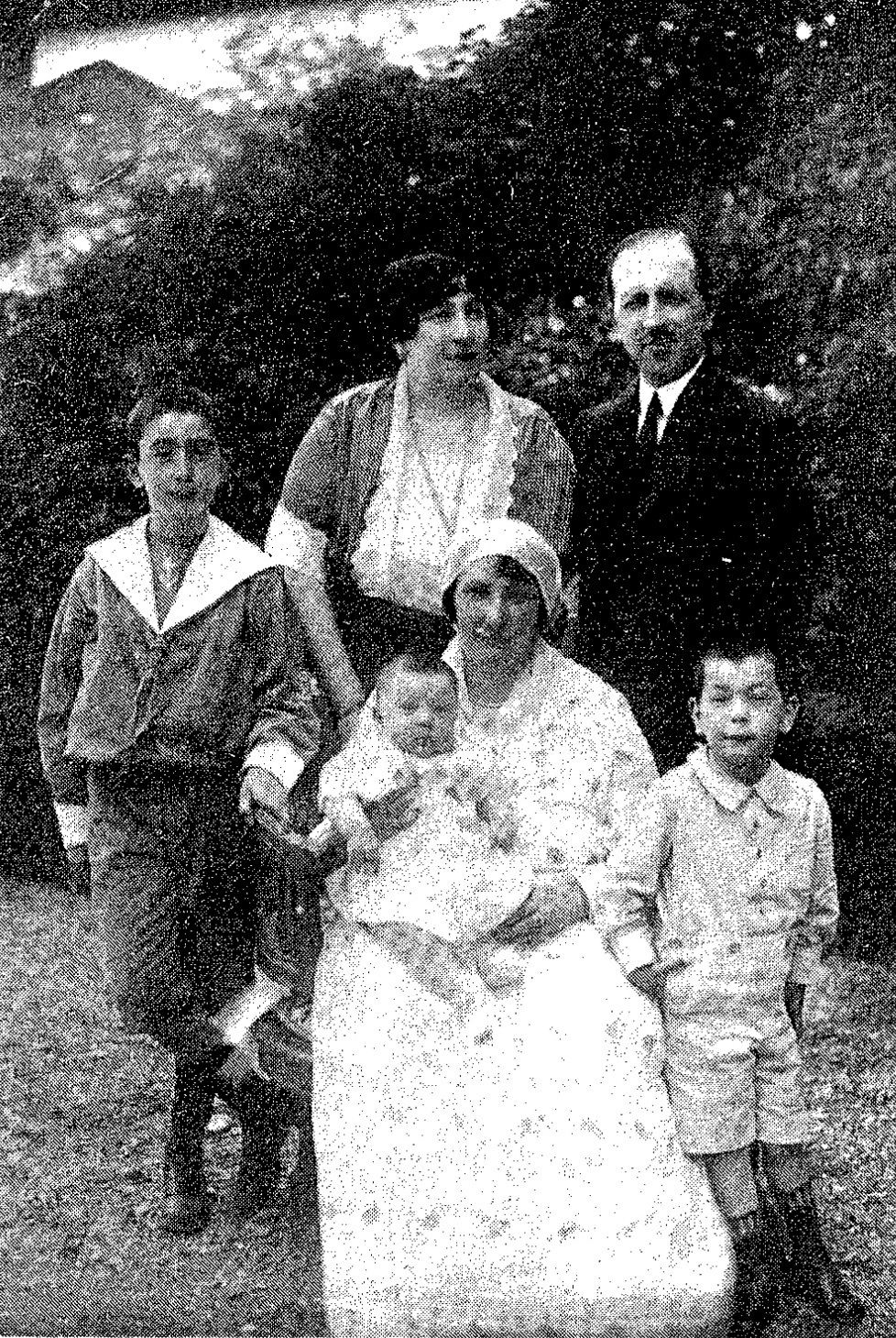
Ayşe Sultan (in piedi) col suo secondo marito. Davanti a lei, sua madre Müşfika tiene in braccio il loro figlio Abdulhamid. A destra e a sinistra si trovano i due figli di primo letto di Ayşe, Osman e Ömer (1923).

Ayşe Sultan e suo marito divorziarono nel 1921, quando la principessa incontrò, a un ricevimento a Palazzo Dolmabahçe, il colonnello Yarbay Mehmed Ali Bey, figlio di Rauf Paşah. I due si innamorarono e lui lasciò la moglie e i figli per sposarla. Il figlio di primo letto scrisse nelle sue memorie che, dopo aver ricevuto la notizia, sua madre non riusciva a smettere di piangere. I due si sposaronk 3 aprile 1921 nel Palazzo di Nişantaşı. Ebbero un figlio, Sultanzade Abdülhamid Rauf Bey, nato nell'ottobre del 1921. All'esilio della famiglia imperiale nel marzo del 1924,  Ayşe, suo marito e i bambini andarono a Parigi, dove vissero in un appartamento vicino Versailles. Rimase vedova alla morte di suo marito nel 1937, morto, secondo lei, di nostalgia di casa. Sua madre, d'altro canto, scelse di rimanere in Turchia, e le due non si videro per 28 anni, fino al ritorno della principessa nel 1952, quando l'esilio per le principesse venne revocato. Si trasferì a Istanbul da sua madre, dove, in virtù della legge sul cognome, prese nome Ayşe Osmanoğlu, e lavorò alle sue memorie.

## Memorie
Ayşe Sultan scrisse le sue memorie a Istanbul dopo il suo ritorno dall'esilio, completandole nel 1955, includendo in esse anche i ricordi della madre. Le intitolò Babam Sultan Abdulhamid (Mio padre, il sultano Abdülhamid). Il lavoro originariamente apparso in formato a episodi sulla popolare rivista turca Hayat alla fine degli anni 50, divenne un libro pubblicato nel 1960, poco prima della sua morte.
In esse, fornisce la sua versione di un Abdülhamid paterno e umano e di come, secondo lei, la figura del sultano fu demonizzata dai suoi nemici dopo la sua deposizione, e come questa versione si sia imposta forzatamente come vera, a danno della sua famiglia e della memoria di suo padre.

## Morte
Ayşe Sultan morì il 10 agosto 1960 a via Serencebey, all'età di 72 anni, e fu sepolta nel mausoleo imperiale di Yayha Efendi, adiacente al Palazzo di Yıldız.

## Discendenza

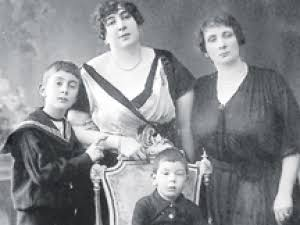
Ayşe Sultan (al centro) con sua madre, Müşfika Kadın, e i suoi figli Osman (a destra) e Ömer (a sinistra)

Dal suo primo matrimonio, Ayşe Sultan ebbe due figli e una figlia:
- Sultanzade Ömer Nami Bey (19 novembre 1911 - 17 marzo 1993). Nato nel Palazzo Bebek; morì a Losanna. Ebbe due mogli e una figlia:
  - Saadet Said Kamil Hanim. Nata il 21 settembre 1907, figlia di Said Kamil Bey e Fehime Fakhri Hanim. Morì a Beirut il 13 agosto 1974. Da lei ebbe una figlia:
    - Ayşe Rebia Nami (n. 3 agosto 1945)

  - Yolande Saad. Si sposarono il 10 novembre 1975 a Istanbul.
- Aliye Namiye Hanımsultan (7 febbraio 1913 - 9 aprile 1913). Morì nell'infanzia e fu sepolta nel mausoleo di Şehzade Ahmed Kemaleddin, nel cimitero di Yayha Efendi.
- Sultanzade Osman Nami Bey (13 gennaio 1918 - 15 luglio 2010). Nato a Ginevra; morì a Istanbul, e fu sepolto nel mausoleo di Mahmud II;[13]. Si sposò due volte ed ebbe cinque figlie:
  - Adile Tanyeri. Si sposarono il 18 gennaio 1946 e morì l'8 agosto 1958 a Tunisi. Da lei ebbe due figlie:
    - Mediha Şükriye Nami Osmanoğlu (n. 24 maggio 1947). Ha una figlia:
      - Ayşe Marie-Christine Nami-Conopio (n.16 luglio 1969)

    - Fethiye Nimet Nami Osmanoğlu (n. 21 marzo 1957).

  - Rothraud Granzow. Nata il 9 aprile 1934 a Hoya Vesser, in Germania, si sposarono il 18 luglio 1959. Da lei ebbe tre figlie:
    - Ayşe Adile Nami Osmanoğlu (n. 6 agosto 1958). Ha un figlio e una figlia:
      - Osman Necati Ferhat Ariba (n. 31 gennaio 1980)
      - Ayşe Feyzan Ariba (n. 9 settembre 1983)

    - Gülnür Dorothée Nami Osmanoğlu (n. 10 gennaio 1960). Ha due figlie e un figlio: 
      - Hanzade Audrey Nami-Ragot (n. 4 febbraio 1988)
      - Ayzade Maylis Nami-Ragot (n. 16 giugno 1991)
      - Aléxis Cem Nami-Ragot (n. 11 marzo 1993)

    - Ayten Sofia Nami Osmanoğlu (n. 24 marzo 1961). Ha una figlia: 
      - Refia Roksan Kunter (n. 8 ottobre 1984)

Dal suo secondo matrimonio, Ayşe Sultan ebbe un figlio:
- Sultanzade Abdülhamid Rauf Bey (ottobre 1921 - 11 marzo 1981). Sepolto nel cimitero di Yayha Efendi.[1]

## Onorificenze
- Medaglia Iftikhar Sanayi, oro, 1897
- Ordine della Casa di Osman
- Ordine di Medjidie, ingioiellato
- Ordine della Carità, 1ª classe
- Medaglia Liakat, oro
- Medaglia Hicaz Demiryolu, oro

## Nella cultura popolare
- Nel film del 2002, Abdülhamid Düşerken, Ayşe Sultan è interpretata dall'attrice turca Selin Demiratar.
- Nella serie tv del 2011 Kirli Oyunlar. è interpretata dall'attrice turca Sıla Çetindağ.[14]